# Барисан Насионал
«Бари́сан Насиона́л» (БН, «Barisan Nasional» – «Национальный фронт») — правящая коалиционная партия в Малайзии.

Агитационная палатка Национального фронта на выборах 2013 года

Создан в 1970 году на основе Союзной партии, которая сама являлась объединением партий трёх основных национальных общин Малайзии (Объединённая малайская национальная организация — ОМНО, Китайская ассоциация Малайзии — КАМ, Индийский конгресс Малайзии — ИКМ). В 1970 году во фронт вошла Объединённая народная партия Саравака, в 1972 году — Партия Народное движение Малайзии (Геракан) и Народно-прогрессивная партия, в 1973 году — Панмалайзийская исламская партия, исключённая затем в 1977 году. В 1974 году это объединение получило официальное название Национального фронта. В настоящее время в нём 13 партий.
До 2008 года Фронт легко одерживал победы на всеобщих выборах. В 2008 году впервые столкнулся с сильной конкуренцией со стороны оппозиции в лице Народного блока. Он не только потерял конституционное большинство в парламенте (2/3 голосов), но и утратил контроль над 4 штатами, где оппозиция сформировала свои правительства. Эта тенденция продолжилась и на выборах 2013 года. Хотя фронт сохранил контроль над парламентом и смог сформировать федеральное правительство, он потерял семь мест в парламенте и в целом по стране получил поддержку лишь 48 процентов.
C 1 марта 2020 года участвует в правительстве вместе с ПАС и Бермилу.

## Партии-участники
- Объединённая малайская национальная организация (ОМНО)
- Китайская ассоциация Малайзии (КАМ)
- Индийский конгресс Малайзии (ИКМ)
- Народное движение Малайзии (НДМ)
- Народно-прогрессивная партия
- Объединённая партия Саравака
- Объединённая народная партия Саравака
- Либерально-демократическая партия Сабаха
- Объединённая партия Песака Бумипутра
- Объединенная народная партия Сабаха (ОНПС)
- Прогрессивно-демократическая партия Саравака
- Объединённая организация Пасокмомогун кадахандусун мурут
- Национальная партия Саравака (НПС)